# Powiat Augustowski
Der Powiat Augustowski ist ein Powiat (Kreis) in der polnischen Woiwodschaft Podlachien. Der Powiat hat eine Fläche von 1658,27 km², auf der 59.252 Einwohner leben. Die Bevölkerungsdichte beträgt etwa 36 Einwohner pro km². (2015)

## Geschichte
Von 1939 bis 1945 waren die Gebiete des Kreises unter dem deutschen Landkreis Sudauen Teil des Regierungsbezirkes Gumbinnen der Provinz Ostpreußen.

## Gemeinden
Der Powiat umfasst sieben Gemeinden, davon eine Stadtgemeinde, eine Stadt-und-Land-Gemeinde und fünf Landgemeinden.

### Stadtgemeinde
- Augustów

### Stadt-und-Land-Gemeinde
- Lipsk

### Landgemeinden
- Augustów
- Bargłów Kościelny
- Nowinka
- Płaska
- Sztabin